# Grand Lagoon
Die Grand Lagoon (englisch für Große Lagune, bulgarisch Лагуна Голямата Laguna Goljamata) ist eine etwa 1 Hektar große Lagune an der Südküste der Livingston-Insel im Archipel der Südlichen Shetlandinseln. Sie liegt inmitten des Bulgarian Beach, wird gespeist durch den Rezovski Creek und ist durch eine rund 3 m hohe Moräne vom Meer getrennt. Überragt wird sie vom Pesyakov Hill zwischen dem Hespérides Hill und dem Sinemorets Hill. Oberhalb der Lagune ist der Standort der bulgarischen St.-Kliment-Ohridski-Station.
Bulgarische Wissenschaftler erkundeten die Bucht zwischen 1995 und 1996 und benannten sie deskriptiv. Das UK Antarctic Place-Names Committee und das Advisory Committee on Antarctic Names übertrugen diese Benennung kurz darauf ins Englische.